# Abasopalme
Abasopalme, pleme američkih Indijanaca koje je u stara vremena obitavalo na području današnje meksičke države Chihuahua, u kraju između rijeke río Conchos i Casas Grandes, te su zajedno s još nizom grupa pripadali lovačko-sakupljačkim grupama poznatim pod kolektivnim imenom Concho. 
Jezik je pripadao skupini Taracahitian, porodica Juto-Asteci.